# دریای پاراتتیس

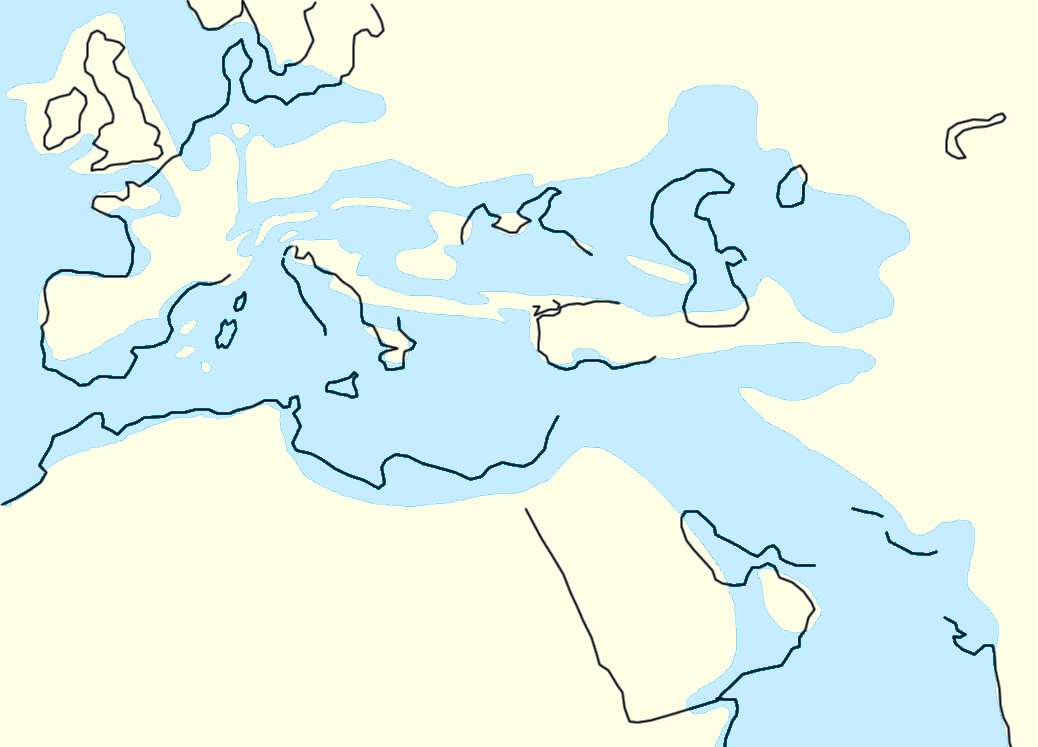
دیرینه جغرافیای اقیانوس تتیس در عصر روپلین (۳۳٫۹–۲۸٫۴ میلیون سال پیش). خطوط سیاه نشان دهنده خطوط ساحلی امروزی است.

دریای پاراتتیس (به انگلیسی: Paratethys) یک دریای داخلی کم عمق بود که از منطقه شمال آلپ بر فراز اروپای مرکزی تا دریای آرال در آسیای مرکزی امتداد داشت. دریا در مرحله آکسفوردین ژوراسیک پسین به عنوان گسترش شکافی که اقیانوس اطلس مرکزی را تشکیل می‌داد و در حدود ۳۴ میلیون سال پیش در دوران الیگوسن منزوی شد، تشکیل گردید. با تشکیل رشته کوه‌های آلپ، کارپات، آلپ دیناری، توروس و البرز از اقیانوس تتیس به سمت جنوب جدا شد. در مدت زمان طولانی، پاراتتیس در مواقعی با تتیس یا جانشینان آن، دریای مدیترانه یا اقیانوس هند ارتباط داشت. در آغاز اواخر دوران میوسن، دریا که از نظر تکتونیکی به دام افتاده بود از شرق آلپ تا قزاقستان کنونی به یک دریاچه بزرگ تبدیل شد. از دوران پلیوسن به بعد (پس از ۵ میلیون سال پیش)، پاراتیت‌ها به تدریج کم عمق تر شدند. دریای سیاه امروزی، دریای کاسپین، دریای آرال، دریاچه ارومیه، دریاچه نمک و غیره از بقایای دریای پاراتتیس هستند.

## نام
نام پاراتتیس نخستین بار توسط ولادیمیر لاسکارف در سال ۱۹۲۴ به کار رفت. تعریف لاسکارف تنها شامل فسیل‌ها و لایه‌های رسوبی دریای سامانه نئوژن می‌شد. این تعریف بعدها تعدیل شد تا سری الیگوسن را نیز در بر بگیرد. وجود یک پهنه آبی جداگانه در این دوره‌ها از جانوران فسیل‌شده، از جمله نرم‌تنان، ماهیان و استراکودها، استنباط شد. در دوره‌هایی که پاراتتیس یا بخش‌هایی از آن از یکدیگر یا از دیگر اقیانوس‌ها جدا بودند، یک جانوران جداگانه تکامل یافت که در رسوبات ته‌نشین‌شده یافت می‌شود. بدین ترتیب، تحولات دیرینه‌جغرافیایی پاراتتیس قابل مطالعه است. توصیف لاسکارف از پاراتتیس مدت‌ها پیش‌تر توسط سر رودریک مورچیسون در فصل ۱۳ کتاب سال ۱۸۴۵ او پیش‌بینی شده بود.
یکی از ویژگی‌های کلیدی قلمرو پاراتتیس، که آن را از اقیانوس تتیس متمایز می‌کند، گسترش وسیع جانوران بومی است که با آب‌های شیرین و لب‌شور سازگار شده‌اند، مانند آنچه که هنوز در آب‌های امروزی دریای خزر وجود دارد. این جانوران متمایز که در آن تک‌صدفی‌های با منشأ آب شیرین مانند لیمنکس و نریتینکس با اشکالی از کاردیاسه و میتیلی، که در آب‌های نیمه‌شور یا لب‌شور رایج هستند، همراهند، باعث می‌شود که سوابق زمین‌شناسی پاراتتیس به ویژه دشوار با سوابق دیگر اقیانوس‌ها یا دریاها مرتبط شوند، زیرا جانوران آن‌ها در زمان‌های مختلف به‌طور جداگانه تکامل یافته‌اند؛ بنابراین، چینه شناسان پاراتتیس مجموعه‌های مراحل چینه‌شناسی خاص خود را دارند که هنوز به عنوان جایگزینی برای مقیاس زمانی زمین‌شناسی رسمی کمیسیون بین‌المللی چینه‌شناسی استفاده می‌شوند.

## تحول جغرافیای دیرینه
پاراتتیس به دلیل جغرافیای دیرینه خاص خود منحصربه‌فرد بود: این دریا شامل مجموعه‌ای از حوضه‌های عمیق بود که در طول مرحله آکسفوردین دوره ژوراسیک پسین، به عنوان امتدادی از گسلی که اقیانوس اطلس مرکزی را تشکیل داد، به وجود آمدند. در طول دوره‌های ژوراسیک و کرتاسه، این بخش از اوراسیا توسط دریاهای کم‌عمق پوشیده شده بود که حاشیه‌های شمالی اقیانوس تتیس را تشکیل می‌دادند. این حوضه‌ها از طریق آبراهه‌های باریک و کم‌عمق با یکدیگر و اقیانوس جهانی مرتبط بودند که اغلب تبادل آب را محدود می‌کرد و باعث گسترش کمبود اکسیژن طولانی‌مدت می‌شد. پاراتتیس مستقیماً از پری-تتیس، بازوی شمال غربی اقیانوس تتیس، نشأت گرفته است که از بقیه اقیانوس از طریق کوه‌زایی آلپ جدا شد.
پاراتتیس منطقه وسیعی از اروپای مرکزی و آسیای غربی را در بر می‌گرفت. در غرب، در برخی مراحل، حوضه مولاس در شمال آلپ؛ حوضه وین، حوضه کارپات بیرونی، حوضه پانونی و بیشتر به سمت شرق تا حوضه دریای سیاه کنونی و دریای خزر تا موقعیت فعلی دریاچه آرال را شامل می‌شد.

### دریای بزرگ بی‌اکسیژن
مرز بین دوره‌های ائوسن و الیگوسن با افت بزرگ سطح آب دریاهای جهانی (یوستاتیک) و خنک شدن ناگهانی و شدید آب و هوای جهانی مشخص شد. همزمان، کوه‌زایی آلپ، یک فاز تکتونیکی که طی آن آلپ، کوه‌های کارپات، آلپ دیناری، رشته‌کوه توروس، البرز و بسیاری دیگر از رشته‌کوه‌های امتداد لبه جنوبی اوراسیا تشکیل شدند، رخ داد. ترکیب افت سطح دریا و بالا آمدن زمین‌ساختی منجر به جدایی جزئی حوزه‌های تتیس و پاراتتیس شد. به دلیل ارتباط ضعیف با اقیانوس جهانی، قلمرو پاراتتیس لایه‌بندی شد و به یک دریای بزرگ بی‌اکسیژن تبدیل گشت.
حوضه‌های پاراتتیس غربی و مرکزی در طول الیگوسن و میوسن اولیه فعالیت‌های تکتونیکی شدید و کمبود اکسیژن را تجربه کردند و با رسوبات پر شدند. حوضه‌های تبخیری محلی گچ و نمک در منطقه کارپات شرقی در طول میوسن اولیه تشکیل شدند. حوضه پاراتتیس شرقی، که بیشتر آب پاراتتیس را در خود جای داده بود، تقریباً ۲۰ میلیون سال (۳۵–۱۵ میلیون سال پیش) بی‌اکسیژن باقی ماند و در این مدت پاراتتیس به عنوان یک مخزن کربن عظیم عمل کرد و مواد آلی را در رسوبات خود به دام انداخت. کمبود اکسیژن پاراتتیس در طول میوسن میانی، حدود ۱۵ میلیون سال پیش، زمانی که یک پیشروی دریایی گسترده، معروف به سیل بادنیان، ارتباط با اقیانوس جهانی را بهبود بخشید و باعث تهویه آب‌های عمیق پاراتتیس شد، «متوقف» شد.

### دریاهای باز کوتاه‌مدت
پس از سیل بادنیان، در میوسن میانی، پاراتتیس با محیط‌های دریایی باز مشخص می‌شد. حوضه‌های لب‌شور و دریاچه‌ای به دریاهای تهویه‌شده تبدیل شدند. جانوران دریایی غنی حاوی کوسه‌ها (مانند مگالودون)، مرجان‌ها، پستانداران دریایی، روزن‌داران و نانوپلانکتون‌ها از منطقه مجاور مدیترانه، احتمالاً از طریق دالان فرا-تتیس، یک تنگه دریایی باستانی واقع در اسلوونی امروزی، در سراسر پاراتتیس گسترش یافتند.

### غول‌های نمکی
محیط‌های دریایی باز پاراتتیس عمر کوتاهی داشتند و در اواسط میوسن میانی، بالا آمدن تدریجی رشته‌کوه‌های اروپای مرکزی و افت یوستاتیک سطح دریا، پاراتتیس را از اقیانوس جهانی جدا کرد و باعث بحران شوری در پاراتتیس مرکزی شد. «بحران شوری بادنیان» بین ۱۳٫۸ تا ۱۳٫۴ میلیون سال پیش به طول انجامید. لایه‌های تبخیری ضخیم (نمک و گچ) در حوضه‌های کارپات بیرونی، ترانسیلوانی و پانونی تشکیل شدند. معادن نمک این نمک میوسن میانی را در ترانسیلوانیا استخراج می‌کنند: توردا، اوکنا مورش، اوکنا سیبیولوی و پراید؛ در کارپات شرقی و جنوبی: ویلیچکا، بوخنیا، کاچیکا و اسلانیک پراوهوا؛ و اوکنه ماری در کارپات جنوبی، اما تبخیری‌ها در مناطق غربی کارپات نیز وجود دارند: مارامورش، اسلواکی شرقی (معدن سولیوار نزدیک پرشوف) و تا حدودی در فرونشست پانونی در مجارستان مرکزی.

### دریاچه بزرگ
حدود ۱۲ میلیون سال پیش، کمی قبل از آغاز میوسن پسین، دریای باستانی به یک دریاچه بزرگ تبدیل شد که بیش از ۲٫۸ میلیون کیلومتر مربع، از آلپ شرقی تا قزاقستان کنونی را پوشش می‌داد و شوری آن عموماً بین ۱۲ تا ۱۴ درصد متغیر بود. در طول عمر پنج میلیون ساله خود، این دریاچه بزرگ زیستگاه بسیاری از گونه‌هایی بود که در هیچ جای دیگر یافت نمی‌شدند، از جمله نرم‌تنان و استراکودها و همچنین نسخه‌های مینیاتوری نهنگ‌ها، دلفین‌ها و فک‌ها. در سال ۲۰۲۳، رکوردهای جهانی گینس این دریاچه را بزرگ‌ترین دریاچه در تاریخ زمین نامید. در اواخر میوسن، رویدادی معروف به بحران خرسونی، که با نوسانات سریع عوامل محیطی و سطح دریا مشخص می‌شد، بیشتر جانوران ماهی منحصر به فرد این دریاچه بزرگ را از بین برد.

### پس از پاراتتیس
هنگامی که بخش‌هایی از مدیترانه در طول بحران شوری مسینین (حدود ۶ میلیون سال پیش) خشک شد، مراحلی وجود داشت که آب پاراتتیس به حوضه‌های عمیق مدیترانه جریان یافت. در طول دوره پلیوسن (۵٫۳۳ تا ۲٫۵۸ میلیون سال پیش)، پاراتتیس سابق به چند دریای داخلی تقسیم شد که گاهی اوقات کاملاً از یکدیگر جدا بودند. نمونه‌ای از آن دریای پانونی، یک دریای لب‌شور در حوضه پانونی بود. بسیاری از این دریاها قبل از شروع پلیستوسن ناپدید شدند. در حال حاضر، تنها دریای سیاه، دریای خزر و دریای آرال از آنچه زمانی یک دریای داخلی وسیع بود، باقی مانده‌اند.